# Velký Třebešov
Velký Třebešov là một làng thuộc huyện Náchod, vùng Královéhradecký, Cộng hòa Séc.